# Ulrike Koch
Ulrike Koch (* 1950 in Birkenfeld; † 30. März 2024 in der Region Zürich) war eine deutsche Sinologin und Filmemacherin.

## Leben
Koch studierte Sinologie, Japanologie und Völkerkunde an der Universität Zürich und chinesische Literatur und Philosophie an der Universität Peking.
Zu Beginn ihrer filmischen Laufbahn war sie als Locationscout und Casting Director bei Bernardo Bertoluccis Spielfilmen Der letzte Kaiser (1987) und Little Buddha (1993) tätig. Auch bei Nikita Sergejewitsch Michalkows Spielfilm Urga (1991) arbeitete sie als Casting Director. Bei Ulrike Ottingers Spielfilm Johanna d’Arc of Mongolia (1989) erhielt sie außerdem die Regie-Assistenz. Ihren ersten Dokumentarfilm, Qi-Gong in China – Die Kunst der Stille als Lebenselixier, realisierte sie zwischen 1994 und 1996. Bis 2011 entstanden weitere ethnografische Dokumentarfilme, die durch ihren akademischen Hintergrund geprägt sind. Am Dokumentarfilm Die Salzmänner von Tibet (1997), der unter Extrembedingungen und mit improvisierter Ausrüstung entstand, wirkte der Schweizer Kameramann Pio Corradi mit, der auch bei ihren Filmen Ässhäk – Geschichten aus der Sahara (2003) und Regilaul – Lieder aus der Luft (2011) die Kamera führte.
Ulrike Koch lebte und arbeitete als freie Filmautorin in Zollikon bei Zürich. Seit 2018 befindet sich ihr Nachlass im Forschungs- und Archivierungszentrum der Cinémathèque suisse in Zürich, dem Deutschschweizer Standort des Schweizer Filmarchivs.

## Filmografie
- 1996: Qi-Gong in China – Die Kunst der Stille als Lebenselixier (Dokumentarfilm)
- 1997: Die Salzmänner von Tibet (Dokumentarfilm)
- 2003: Ässhäk – Geschichten aus der Sahara (Dokumentarfilm)
- 2006: Guge – Restoring For The Buddhas (Dokumentarfilm)
- 2008: Voller Freude und Vertrauen – Lebenskreis eines Tibeters (Dokumentarfilm)
- 2011: Regilaul – Lieder aus der Luft (Dokumentarfilm)